# Comic-Journalismus
Der Comic-Journalismus setzt Comics zur Darstellung von Ereignissen oder Sachverhalten ein und greift damit auf eine populäre Darstellungsform zurück.

## Definition und Charakteristika
Comic-Journalismus ist ein journalistisches Genre zwischen Bild und Text. Geschichten, meist Reportagen, werden dabei mit Bildern und meist wenigen Worten erzählt. Drei Merkmale sind dem Comic-Journalismus nach Nyberg eigen: Ernsthaftigkeit, Nonfiktionalität und die Verarbeitung aktueller Ereignisse. Das zentrale Kriterium ist dabei die Nichtfiktionalität: „Wie jede andere Form von Journalismus basiert auch Comic-Journalismus auf Fakten und Recherchen.“

## Verbreitung
Als einer der bekanntesten Comic-Journalisten gilt der gebürtige Malteser Joe Sacco, der mitunter als Begründer des Comic-Journalismus bezeichnet wird. Typisch für ihn sind seine Comic-Reportagen. Zu seinen bekanntesten Werken gehören Palestine (1996) und Safe Area Gorazde (2000). Zu den bekannteren Vertretern des Genres zählt auch Patrick Chappatte, der u. a. für die NZZ am Sonntag, Le Temps und die International New York Times zeichnet. Er thematisiert vor allem Kriegsszenarien, so auch in seinem Werk Death in the Field (2011). Im deutschsprachigen Raum ist Comic-Journalismus bisher kaum verbreitet. Eines der wenigen Beispiele ist der Band Weisse Wölfe – Eine grafische Reportage über rechten Terror (2015) von David Schraven und Jan Feindt.

## Kritik
Als größter Kritikpunkt am Comic-Journalismus gilt „seine inhärent subjektive Sichtweise in einem sehr auf Objektivität bedachten Feld“. Das traditionelle Journalismus-Verständnis, wonach Objektivität in der Berichterstattung ein zentraler Wert ist, werde durch den Comic-Journalismus demnach herausgefordert.